# Chasan Chalmurzaev
Chasan Magometovič Chalmurzaev (in russo Хасан Магометович Халмурзаев?; Nazran', 9 ottobre 1993) è un judoka russo campione olimpico nella categoria 81 kg ai Giochi di Rio de Janeiro 2016.

## Palmares
- Giochi olimpici

Rio de Janeiro 2016: oro negli 81 kg.
- Mondiali

Budapest 2017: bronzo negli 81 kg.
- Europei

Kazan 2016: oro negli 81 kg.
- Giochi olimpici giovanili

Singapore 2010: argento negli 81 kg.
- Universiade

Gwangju 2015: oro negli 81 kg.